# Jožef Mislej
Jožef Mislej, polno ime Jožef Peter Alkantara Mislej, slovenski zdravnik in filozof, avtor ambicioznega matematično-filozofsko-teološkega sistema, * 17. oktober 1761, Podraga pri Vipavi, † okoli 1840, kraj neznan. 

## Izgradnja samoraslega filozofskega sistema
Gimnazijo, študij filozofije (1773-80) in dve leti bogoslovja je končal v Ljubljani, nato študiral na Dunaju astronomijo in pozneje medicino. Do prihoda Jožefa Kalasanca Likavca je na Graški univerzi predaval filozofijo, ni mu pa uspelo dobiti mesto docenta. Leta 1819 se je preselil na Dunaj, kjer si je pridobil sloves kot zdravnik, a vendar ga je osebno zdravniška praksa ovirala pri izložitvi filozofskega sistema. S filozofijo se je zato z velikimi težavami ukvarjal zgolj zasebno. Skozi pol stoletja je od skromnih dijaških začetkov, preko zrelih let, ko je ustvaril glavnino, pa vse do starosti postopoma ustvaril obsežen filozofski sistem z neločljivimi teološkimi, matematičnimi in psihološkimi prvinami. 
Če so mnogi filozofi Boga in najvišje resničnosti dojemali mistično, onkraj zmožnosti izrekanja, jih je Jožef Mislej poskusil razumeti matematično. Njegov matematično-ontološki sistem temelji na vprašanju pravičnosti, kvantitativnem urejanju razmerij vsega obstoječega in v vztrajnem dvomu o splošni veljavnosti  načela izključenega tretjega (načelo protislovja, lat. exclusi tertii). Naloga proto-matematike, kakor je imenoval novo univerzalno vedo, je, da odkrije prabistvo vsega, to prabistvo pa je našel v Bogu, kot enoti substancialnosti in duhovnosti. V odnosu med razumom in vero je prisodil prvenstvo veri, o razumu pa je sodil, da je z matematičnimi metodami v podporo veri, zato je v  svoje matematično-ontološke raziskave vpletal krščanstvo, kot tisto vero, ki ima enotni pratemelj s proto-matematiko. Poleg Aristotelove dialektike in načela »izključenega tretjega«  je Mislej  zavrnil tudi Heglovo dialektiko, ki ji je očital, da je le besedno osnovna, medtem ko je sam poiskal matematične pratemelje ontološke enotnosti in dialektičnega poenotenja vsega, ki ga ne moremo razdeliti na dihotomični  red nasprotij. Med neskončnim in končnim obstaja sovpadanje, ki ga po novem uvaja z logičnim načelom 'vključitve tretjega' (lat. inculsi tertii) in ta vmesni člen je konkretna oseba, v pratemelju pa Kristus sam, po katerem se vesoljstvo tolmači in ocenjuje.
Z nauki si je pridobil tudi svoj krog prijateljev in učencev, ki jim je tolmačil svoj sistem, a na nobenega ni idejno trajno vplival.  Slovencem  je Misleja leta 1891 prvi predstavil  filozof in literarni teoretik Janko Pajk. Z njegovo mislijo so se poglobljeno ukvarjali še filozofinja Alma Sodnik, Frane Jerman in Ivo Urbančič.

## Dela
- Grundriß einer Totalgrundmathesis oder Andwendung der Mathematik…, 1818

Prevod naslova, Frane Jerman: Oris totalne temeljne mathesis ali uporaba matematike na najčistejših predmetih s konstrukcijo refleksijske mape totalnega temelja in veličinskega razmerja vseh v vesolju možnih vednostnih in etičnih razvojev do neskončne rasti vesoljske pedagogike.
- Entdeckung der einzig möglichen totalen Grundwissenschaft…, 1825.
- Mathematisch bestimmte, folglich beste Einigung aller dialektischen Widersprüche…, 1829.
- Panethikometrie…, 1830.

- Jerman, Frane, geslo Jožef Mislej v: »Enciklopedija Slovenije: Marin-Nor«, Mladinska knjiga, Ljubljana, 1993
- Sitar, Sandi, »Sto slovenskih znanstvenikov, zdravnikov in tehnikov«, Prešernova družba, Ljubljana, 1987 (COBISS)
- Sodnik, Alma, »Izbrani filozofski spisi«, Slovenska matica, Ljubljana, 1975 (COBISS)
- Urbančič, Ivan, »Poglavitne ideje slovenskih filozofov med sholastiko in neosholastiko«, Slovenska matica in Inštitut za sociologijo in filozofijo pri Univerzi v Ljubljani, Ljubljana, 1971 (COBISS)

1. ↑  Dr. Constant v. Wurzbach Mosley, Joseph Peter Alcantara // Biographisches Lexikon des Kaiserthums Oesterreich: enthaltend die Lebensskizzen der denkwürdigen Personen, welche seit 1750 in den österreichischen Kronländern geboren wurden oder darin gelebt und gewirkt haben — Wien: 1856. — Vol. 18. — S. 360.
2. ↑  Nacionalna zbirka normativnih podatkov Češke republike